# Łada (herb szlachecki)
Łada (Ładzic, Mancz) – polski herb szlachecki pochodzący z Mazowsza.

Herb Łada

Łada III

Łada IV

## Najwcześniejsze wzmianki
Najwcześniejsze źródło heraldyczne wymieniające herb to datowane na lata 1464–1480 Insignia seu clenodia Regis et Regni Poloniae polskiego historyka Jana Długosza, który zalicza go do rdzennie polskich. Zapisuje on informacje o herbie wśród 71 najstarszych polskich herbów szlacheckich we fragmencie: "Lada, que ex domo Accipitrum deriuationem sumpsit, deferens babatum cruce signatum et in uno cornu sagittam, in altero retortam, in campo rubeo. Lada a nomine dee Polonice, que in Mazouia in loco et in villa Lada colebatur, vocabulum sumpsit exinde.".
Długosz wywodził herb od rodu polskiego mieszkającego we wsi Łada na Mazowszu.

## Opis herbu
W polu czerwonym podkowa srebrna, barkiem do góry, na niej zaćwieczony złoty krzyż kawaleryjski. Po obu stronach podkowy srebrne strzały grotem na dół, gdzie strzała po lewej heraldycznie stronie, rosochato rozdarta w miejsce opierzenia. W klejnocie – pół lwa złotego, ukoronowanego, wspiętego sponad korony hełmowej, w prawą heraldycznie stronę, dzierżącego w prawej łapie, wzniesiony srebrny miecz.
Występują odmiany herbu, gdzie pole tarczy jest barwy niebieskiej, a strzały ustawione grotami ku górze. Najdawniejsze wzmianki odnoszące się do proklamy herbowej dotyczą roku 1401 – są to zapiski sądowe, natomiast herb z pieczęci znajdujemy przy dokumencie Pokoju toruńskiego z 1466.

## Herbowni
- Herbowni herbu Łada

Bardowski, Bartosiewicz, Bartoszewicz, Bartoszowicz, Bączkowski, Bieniakoński, Bieniaszewski, Bieńkowski, Bogdanowicz, Bogdanowski, Bohdanowicz, Bohdanowski, Bordowski, Borzymowski, Broda, Brodowicki, Brodowski, Broszkowski, Bródka, Brudnicki.
Chodakowski, Chojnowski, Ciszkiewicz, Ciszko, Ciszkowicz, Cybulski, Cyrus-Sobolewski, Czaprański, Czarnowski, Czerniachowski, Czerniak, Czerniakowski, Czernichowski, Czerniechowski.
Dąbrowa, Dobkowski, Dobryszewski, Dobryszowski, Dobrzyniecki, Dobrzyszewski, Dogel, Dogiel, Dzierżanowski.
Falk-Regulski.
Gierałtowski, Gierkowski, Glatowski, Gnatowski, Goreczkowski, Góreczkowski, Grabowski, Gradecki, Gramnicki, Grącki, Grądzki, Grodecki, Grodzicki, Grodzki, Gromnicki, Groński.
Herman.
Jacek, Janikowski, Jankowski, Janowicz, Januszewicz, Januszewski, Januszowski, Jasiński.
Kamiński, Kapuszczewski, Kęski, Kiłdjarowicz, Kitajgrodzki, Klimowicz, Kłodnicki, Kłodzieński, Kłodziński, Kobyliński, Kokoszczyc, Kokoszka, Konstański, Kopański, Koronowski, Korziuk, Kotowski, Kowalewski, Krassowski, Krczytowski, Kroczowski, Kruszewski, Kucz, Kuczewski, Kulicki, Kurnatowski, Kustrzycki.
Ladowicki, Lipski, Lutosławski.
Łachański, Łaciński, Łada, Ładomirski, Ładowicki, Ładowski, Ładzic, Ładzicki, Łapa, Łapiński, Łappa, Łappo, Łaszkiewicz, Łatko, Łazomski, Łazowski, Łobaczewski, Łobaszewski, Łopata, Łopatko, Łukasiewicz
Mandecki, Mazarski, Michałowski, Milanowski, Młosoł, Młosoła, Mocarski, Moczarski, Moczulski, Możarowski, Mrocki, Mussoła, Musuła.
Noskowski.
Omorowski, Otocki.
Pieskiewicz, Pieszkiewicz, Pieszkowski, Pilch, Pilchowski, Pomorski, Proszkowski, Prószyński, Pruszkowski, Przezdziecki.
Radostowski, Rechej, Regulski, Remberowicz, Rembertowski, Rembiertowski, Rendzina, Rendziński, Rędzina, Rędziński, Rozbicki, Rożniszewski, Rybowski, Rzędziński.
Sandrowicz, Scenia, Siderkiewicz, Skrzyński, Skupski, Służowiecki, Smarzyński, Smerczyński, Smereczyński, Smerżyński, Sobolewski, Sucharzewski, Suliński, Szopa vel Rędzina, Szuniewicz.
Świdlicki, Świetlicki.
Tabański, Tabeński, Trąbski, Trąmbski, Tyborowski, Tyszecki.
Walicki, Wąsowicz, Wąsowski, Wład, Wojchowski, Wojciechowski, Wysocki.
Zabłocki, Zaleski, Zaleszczyński, Zalewski, Zamuszkiewicz, Zaorski, Zarciszewski, Zawadzki, Zawistowski, Zawiszowski, Zborzyński, Zgorzelski, Zwoliński (odmiany: Zwolański, Zwoleński).
Żarciszewski.
- Herbowni herbu Łada III

Sobolewski, Wilczek.
- Herbowni herbu Łada IV

Grądzki, Zwaliński.